# جذام حدي
الجذام الحدي هو حالة جلدية تتميز بآفات جلدية متعددة على شكل لويحات (صفائح رقيقة) حمراء غير منتظمة الشكل.